# Релексификация
В лингвистике релексификация — механизм изменения языка, при котором один язык меняет большую часть или всю свою лексику, включая базовый словарный запас, лексикой другого языка, без радикального изменения грамматики. Этот термин в основном используется для описания пиджинов, креольских и смешанных языков.
Релексификация не является синонимом лексического заимствования, при котором язык просто дополняет свой основной словарь заимствованиями из другого языка.

## Гипотеза создания и релексификации
Релексификация — форма языкового вмешательства, при которой пиджин, креольский или смешанный язык получают почти весь свой лексикон от суперстрата или целевого языка, в то время как его грамматика происходит от субстрата или исходного языка или, согласно универсалистским теориям, возникает из универсальных принципов упрощения и грамматизации. Язык, из которого происходит лексикон, называется «лексикатор». Так, мичиф, медиаленгуа и креольский язык Lanc-Patuá — это смешанные языки, возникшие в результате повторного осмысления.
Гипотеза о том, что грамматика всех креольских языков восходит к средневековому средиземноморскому лингва-франка, была широко распространена в конце 1950-х и начале 1960-х, однако она потеряла популярность. Позже, например, утверждалось на основе сходств между гаитянским креольским языком и языком фон, что грамматика гаитянского креольского языка является субстратом, который возник, когда говорящие на фоне африканские рабы релексифицировали свой язык французским словарём. Однако роль релексификации в креольском генезисе оспаривается сторонниками генеративной грамматики. Некоторые авторы утверждают, что сходство в синтаксисе отражает гипотетическую универсальную грамматику, а не процессы релексификации.

## Освоение второго языка
Самопроизвольное овладение вторым языком (и генезис пиджинов) включает постепенную релексификацию родного или исходного языка словарем целевого языка. После завершения релексификации структуры родного языка чередуются со структурами, полученными из целевого языка.

## Конланги и жаргон
В контексте искусственных языков, жаргонов и арго термин применяется к процессу создания языка путем подстановки нового словаря в грамматику существующего языка, часто своего родного языка.
Чаще всего это происходит с разработчиками языков-новичками. Созданный таким образом язык известен как рефлекс. Например, ложбан начинался как рефлекс логлана, но грамматика языков с тех пор разошлась. Тот же процесс работает в генезисе жаргонов и арго, таких как кало — жаргон, используемый кале (испанскими цыганами), — в котором смешана грамматика испанского языка и лексика рома.